# Wohn- und Wirtschaftsgebäude Bogenstraße 4
Das Wohn- und Wirtschaftsgebäude Bogenstraße 4 am Dorfrand in der niedersächsischen Gemeinde Rhade wurde zum Anfang des 18. Jahrhunderts erbaut. Aktuell (2025) wird es zum Wohnen genutzt.
Das Gebäude steht unter Denkmalschutz (siehe auch Liste der Baudenkmale in Rhade).

## Geschichte und Beschreibung
Rhade wurde im 12. bis 14. Jahrhundert durch die Freiherren von Rahden bewohnt. Es gehört zur heutigen Samtgemeinde Selsingen im Landkreis Rotenburg (Wümme).
Das eingeschossige giebelständige Wohn- und Wirtschaftsgebäude wurde als Zweiständer-Hallenhaus, in Fachwerk mit Steinausfachungen, Satteldach, regionaltypischer senkrechter Verbretterung der Giebeldreiecke und Grooter Door mit Rundbogen 1718 (dendrochronologisch belegt) als Anbauernhaus gebaut. Es ist das älteste profane Gebäude (Apmann Hus – Baumann Siens, früher Nr. 47) in Rhade. Um 1960 wurde das Gebäude erheblich verändert.
Ab- oder Anbauern bezeichnete man im 18. Jahrhundert in einer von Grundherrschaft geprägten Agrarverfassung Norddeutschlands eine Klasse von Bauern, die kein erbliches dingliches Nutzungsrecht an der Allmende hatten. Sie standen am unteren Ende der dörflichen Sozialstruktur. Abbauer ließen sich auf privatem Grund nieder.